# Stigmate (Erving Goffman)
Stigmate est un essai d'Erving Goffman.

## Analyse
Selon Erving Goffman, un individu stigmatisé « se définit comme n’étant en rien différent d’un quelconque être humain, alors même qu’il se conçoit (et que les autres le définissent) comme quelqu’un à part ».
Cet attribut constitue un écart par rapport aux attentes normatives des autres à propos de son identité.
Goffman distingue deux identités sociales qui, dans leur contradiction, sont à l'origine du stigmate : l'identité sociale virtuelle et l'identité sociale réelle. Le stigmate est en fait un désaccord entre ces deux identités, jetant sur l'individu un discrédit. L'individu porteur d'un stigmate est ainsi discréditable si sa différence est ignorée, ou discrédité si sa différence est visible ou connue.
Le courant sociologique d'Erving Goffman ne s'intéresse pas vraiment à l'identité sociale réelle, qu'il n'utilise que pour définir en creux l'identité sociale virtuelle, c'est-à-dire les propriétés apparentes d'un individu, considérées comme vraies jusqu'à preuve du contraire. L'identité sociale réelle est étudiée par la sociologie bourdieusienne (représentée aujourd'hui par Muriel Darmon et Bernard Lahire) du point de vue de l'habitus et des dispositions, ainsi que par des sociologues bourdieusiens dissidents comme Michael Pollak.
Chaque individu est plus ou moins stigmatisé en fonction des circonstances, mais certains le sont plus que d'autres : tous peuvent être placés sur un continuum. Goffman distingue les dévalorisations corporelles (« les monstruosités du corps » dans le texte), morales (tares du caractère) ou « tribales » (race, religion... souvent héréditaires). Les exemples de stigmates sont d'une grande diversité : parmi eux, le passé des individus, les handicaps, l'orientation sexuelle, l'appartenance à un groupe donné, etc. L'acteur va donc tout mettre en œuvre pour cacher ce stigmate ou en tout cas éviter qu'il provoque un malaise chez son public. Goffman nomme « contacts mixtes » les interactions à risque entre « normaux » et stigmatisés.